# Imer
Pour les articles homonymes, voir Imer (homonymie).
Imer est une commune italienne d'environ 1 200 habitants située dans la province autonome de Trente, dans la région du Trentin-Haut-Adige, dans le Nord-Est de l'Italie.

## Administration
| Période                                  | Période  | Identité           | Étiquette | Qualité |
| ---------------------------------------- | -------- | ------------------ | --------- | ------- |
| 9 mai 2004                               | En cours | Pio Decimo Bettega |           |         |
| Les données manquantes sont à compléter. |          |                    |           |         |

### Hameaux
Masi di Imèr, Pontet

### Communes limitrophes
Les communes limitrophes sont  Canal San Bovo, Mezzano, Primiero San Martino di Castrozza et Sovramonte.

## Personnalités
- Le groupe de black metal Beatrik est originaire d'Imer.

## Jumelages
- Faicchio (Italie) depuis 2011